# Bavorské ministerstvo války
Bavorské ministerstvo války (německy Bayerisches Kriegsministerium) bylo založeno 27. března 1808 králem Maxmiliánem I. Josefem Bavorským. Od roku 1817 pod něj spadala bavorská armáda, a proto bylo přejmenována na Staatsministerium der Armee (česky Státní ministerstvo armády). Poté došlo ještě roku 1822 k přejmenování na Armee-Ministerium a v roce 1826 na Kriegsministerium. Poslední název Ministerium für militärische Angelegenheiten (česky Ministerstvo pro vojenské záležitosti) přijalo ministerstvo po německé listopadové revoluci roku 1918 a 25. srpna 1919 bylo zrušeno. Po zrušení ministerstva připadly všechny dříve nabyté pravomoci a statky Reichswehru, který nechal upravit název instituce na Reichswehrbefehlstelle Bayern a později na Heeresabwicklungsamt Bayern. Během Hitlerova pivního puče byla budova 9. listopadu 1923 obsazena Ernstem Röhmem.
Předchůdce ministerstva byla od roku 1620 tzv. Hofkriegsrat (dvorní válečná rada), založená kurfiřtem Maxmiliánem I. Bavorským, z níž se roku 1799 stalo Oberkriegskollegium (česky Vrchní válečné kolegium), které se na základě prosazovaných reforem ještě několikrát změnilo. Jelikož bylo požadováno sjednocení všech vojenských úřadů, došlo k založení centrálního ministerstva války.
Mezi léty 1822 a 1829 byl ministr zároveň vrchním velitelem ozbrojených sil.
Ministerstvo sídlilo v Mnichově v budově na adrese Ludwigstraße 14. Dnes je objekt památkově chráněn a sídlí v něm Bavorský státní archiv a Institut bavorské historie. Nedaleko stojí Bavorská státní knihovna a Mnichovský městský archiv. Budova byla navržena architektem Leem von Klenzem roku 1822 jako bytová a kancelářská budova ministra války. Objekt se skládá z 77 metrů dlouhé budovy ministerstva a čestného dvora, ve kterém stojí ministerský obytný dům.

## Seznam ministrů
| Jméno                              | Doba úřadu                                |
| ---------------------------------- | ----------------------------------------- |
| Johannes Nepomuk Graf von Triva    | od 27. prosince 1808 do 30. září 1822     |
| Nikolaus von Maillot de la Treille | od 30. září 1822 do 31. ledna 1829        |
| Georg von Weinrich                 | od 31. ledna 1829 do 12. prosince 1836    |
| Franz Xaver von Hertling           | od 12. prosince 1836 do 1. listopadu 1838 |
| Albrecht Besserer von Thalfingen   | od 1. listopadu 1836 do 28. ledna 1839    |
| Friedrich Freiherr von Hertling    | od 28. ledna 1939 do 9. června 1839       |
| Anton von Gumppenberg              | od 9. června 1839 do 1. března 1847       |
| Leonhard Freiherr von Hohenhausen  | od 1. března 1847 do 1. února 1848        |
| Heinrich von der Mark              | od 1. února 1848 do 5. dubna 1848         |
| Carl Weishaupt                     | od 5. března 1848 do 21. listopadu 1848   |
| Wilhelm von Le Suire               | od 21. listopadu 1848 do 29. května 1849  |
| Ludwig von Lüder                   | od 29. května 1849 do 25. března 1855     |
| Wilhelm von Manz                   | od 25. března 1855 do 13. dubna 1859      |
| Ludwig von Lüder                   | od 13. dubna 1859 do 12. června 1861      |
| Moriz von Spies                    | od 13. června 1861 do 11. prosince 1861   |
| Hugo von Bosch                     | od 11. prosince 1861 do 20. ledna 1862    |
| Bernhard von Heß                   | od 20. ledna 1862 do 16. června 1862      |
| Moriz von Spies                    | od 16. června 1862 do 10. října 1862      |
| Bernhard von Heß                   | od 10. října 1862 do 1. března 1863       |
| Karl von Liel                      | od 1. března 1863 do 11. července 1863    |
| Hugo von Bosch                     | od 11. července 1863 do 26. července 1863 |
| Bernhard von Heß                   | od 26. července 1863 do 15. září 1863     |
| Eduard von Lutz                    | od 15. září 1863 do 1. září 1866          |
| Siegmund von Pranckh               | od 1. září 1866 do 4. dubna 1875          |
| Joseph Maximilian von Maillinger   | od 4. dubna 1875 do 1. května 1885        |
| Adolf von Heinleth                 | od 1. května 1885 do 6. května 1890       |
| Benignus von Safferling            | od 6. května 1890 do 5. června 1893       |
| Adolph von Asch                    | od 5. června 1893 do 4. dubna 1905        |
| Carl von Horn                      | od 4. dubna 1905 do 16. února 1912        |
| Otto Kreß von Kressenstein         | od 16. února 1912 do 11. prosince 1916    |
| Philipp von Hellingrath            | od 11. prosince 1916 do 8. listopadu 1918 |
| Albert Roßhaupter                  | od 8. listopadu 1918 do 21. února 1919    |
| Richard Scheid                     | od 1. března 1919 do 17. března 1919      |
| Ernst Schneppenhorst               | od 19. března 1919 do 22. srpna 1919      |